# Paratherina cyanea
Paratherina cyanea је зракоперка из реда Atheriniformes и фамилије Atherinidae. 

## Угроженост
Ова врста се сматра рањивом у погледу угрожености врсте од изумирања.

## Распрострањење
Индонезија је једино познато природно станиште врсте.

## Станиште
Станиште врсте су слатководна подручја.